# 김기홍 (1981년)
김기홍(1981년 3월 21일 ~ )은 대한민국의 축구 선수이며, 포지션은 공격수이다.